# Економіка Бутану
Бутан — аграрна країна.

## Загальна характеристика
Економіка Бутану, одна з найменш розвинених у світі, заснована на сільському господарстві і лісівництві, які надають основні засоби існування більше ніж 60% населення. Сільське господарство складається значною мірою з натурального господарства і тваринництва. Круті гори домінують над ландшафтом і роблять будівництво доріг та іншої інфраструктури важким і дорогим. Економіка сильно орієнтована на Індію шляхом торгівлі та кредитно-грошових відносин, що залежать від фінансової допомоги з боку Індії. Індустріальний сектор є технологічно відсталим, виробництво здебільшого надомного типу. Більшість розвиваних проєктів, таких як дорожнє будівництво, залежать від індійських мігрантів. Зразкова освіта, соціальні програми і програми довкілля реалізуються за підтримки багатопрофільних організацій розвитку. Кожна економічна програма складається з урахуванням прагнення уряду захистити довкілля країни і культурні традиції. Наприклад, уряд, поступово розширюючи туристичний сектор, заохочує відвідування країни висококласними, екологічно сумлінними туристами. Жорсткий контроль і невизначена політика в таких областях, як промислове ліцензування, торгівля, робоча сила і фінанси, продовжують перешкоджати іноземним інвестиціям. Експорт гідроелектроенергії до Індії підтримує розвиток економіки Бутану, навіть при тому, що ВВП впав в 2008 році в результаті уповільнення розвитку в Індії, торгівля з якою переважає у зовнішній торгівлі Бутану.

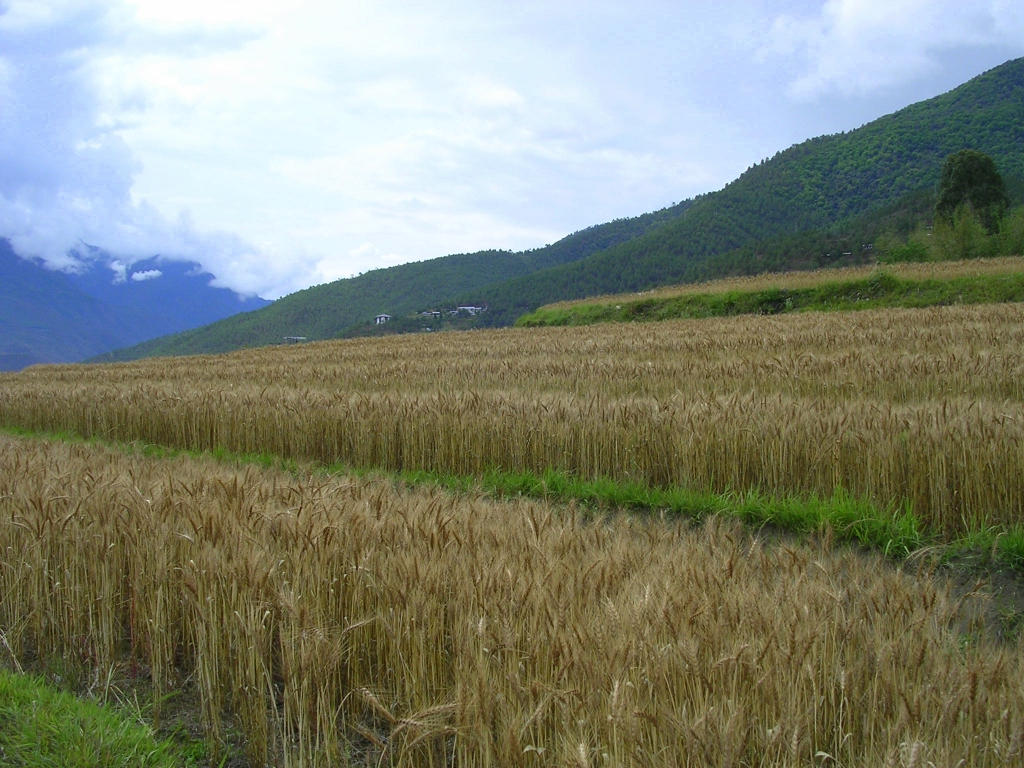
Терасове рільництво в долині Пунакха, дзонгхаг Пунакха, Бутан

Переваги: вирощування кардамону, яблук, апельсинів і абрикос для азійського ринку. Рубка твердих сортів деревини на півдні під суворим контролем. Великий гідроенергетичний потенціал.
Слабкі сторони: в багатьох галузях суспільного сектора — від дорожнього будівництва до освіти — доводиться використовувати індійську робочу силу. Більшість населення живе сільським господарством, через круті гірські схили культивується лише мала площа земель. Промисловість майже відсутня. Мало природних ресурсів.
Бутан — аграрна країна. Для більш ніж 80% населення сільське і лісове господарство є головним джерелом доходів. Крім того, уряд активно піклується про екологію (половина території Бутану оголошена національними парками, в яких, наприклад, заборонено полювання), з цієї причини розвиток промисловості не входить в плани бутанського влади. У королівстві практично відсутні великі промислові підприємства. Є кілька підприємств деревообробної та харчової промисловості (в тому числі за ліцензією випускається Кока-кола). Головним експортним товаром є екологічний рис, фрукти і електроенергія, що виробляється гідроелектростанціями. В основному, товари з Бутану направляються в Індію, на частку якої припадає 87,9% експорту. Товари з Індії становлять 71,3% імпорту. Торгових відносин з Китаєм практично немає, попри те, що Бутан межує з Тибетом.
Грошова одиниця — нгултрум. Курс прив'язаний до індійської рупії, яка також оголошена легальним платіжним засобом на всій території Бутану. По курсу на 14 листопада 2006 року 1 долар США коштував 44,42 нгултрума. Інфляція у 2003 році склала 3%. Податком обкладаються тільки доходи понад 100 000 нгултрумів на рік. ВВП Бутану становить приблизно 2,9 мільярда доларів на рік.
Уряд Бутану офіційно не розглядає ВВП, як мірило розвитку економіки, а орієнтується на показник «валового національного щастя» (Gross National Happiness). Валове національне щастя розглядається як ключовий елемент будівництва економіки, яка б узгоджувалася з буддистськими духовними цінностями. Незважаючи ні на що, уряд країни ставиться до даного показника цілком прагматично: кілька разів в Бутані проводилися міжнародні конференції, на які було запрошено багато західних економістів (включаючи нобелівських лауреатів з економіки), з метою вироблення методик розрахунку ВНЩ на основі поєднання економічної ситуації в країні та задоволеності життям населення.
У Бутані практично відсутня корупція. У рейтингу «Трансперенсі Інтернешнл» 2006 року Бутан займав 32 місце у світі за рівнем корупції, поступаючись в Азії лише Сінгапуру, Гонконгу, Макао й ОАЕ.

## Сільське господарство
Сільське господарство — важлива галузь в економіці Бутану. На сільське господарство припадає 22,3% ВВП (2006), однак у галузі працюють 63% (2004) зайнятого населення.

## Лісове господарство
До будівництва гідроелектростанцій деревина була майже єдиним джерелом палива для опалення, приготування їжі та освітлення. Нечисленність населення і слабкий розвиток промисловості сприяли збереженню лісів. Уряд проводить природоохоронну політику, що має вирішальне значення для довкілля.

## Транспорт і комунікації

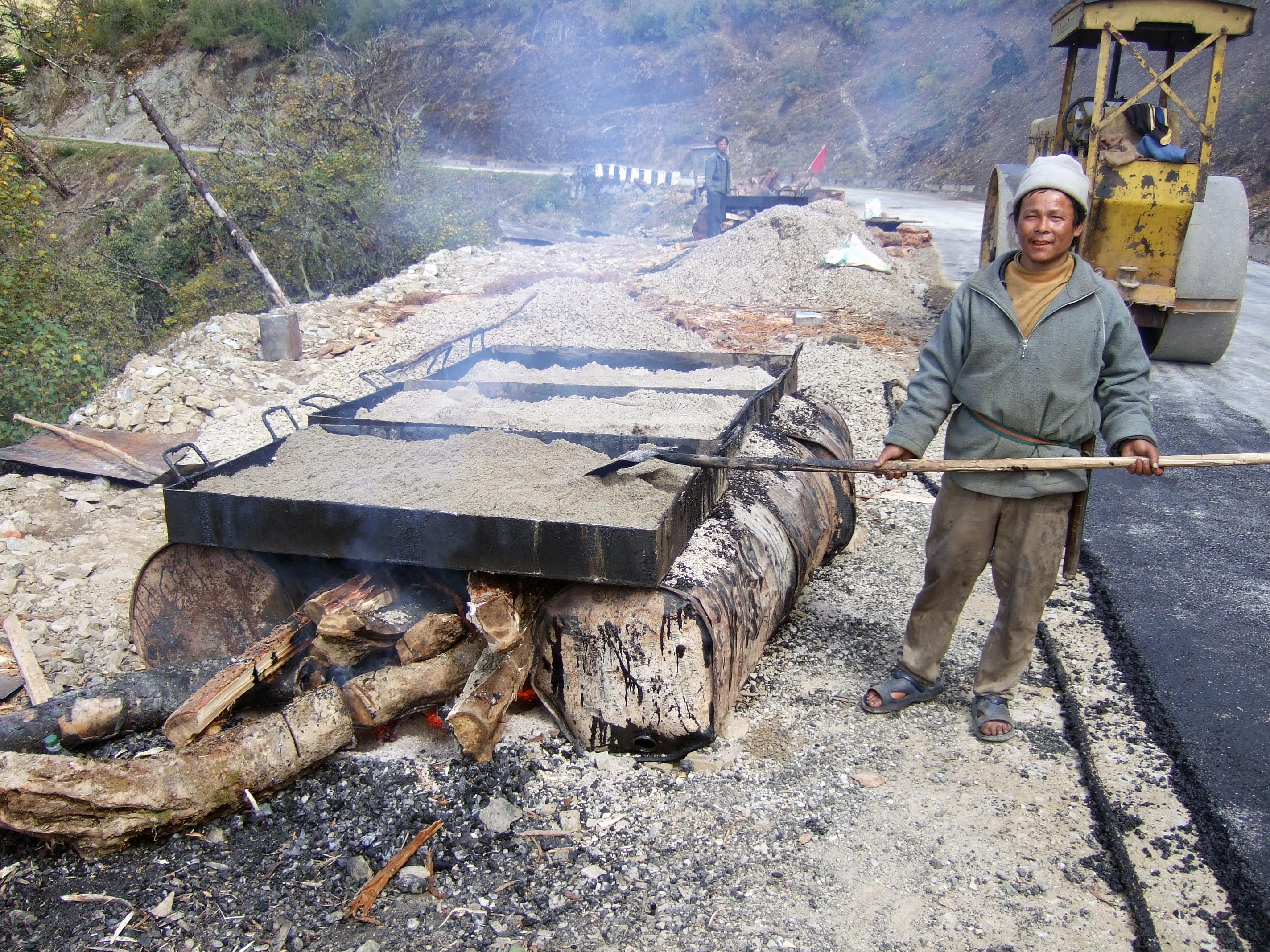
Будівництво дороги в Бутані

Згідно з офіційною статистикою, в королівстві 4007 кілометрів доріг та 426 мостів. У 2003 році було зареєстровано 25 000 транспортних засобів. Залізниць в країні немає, але є розроблений спільно з Індійськими залізницями план будівництва залізниці в південній частині країни для включення Бутану в індійську залізничну мережу. Єдиний міжнародний аеропорт Паро (Paro (PBH)), зліт і посадка в якому вважаються одними з найскладніших у світі, знаходиться в однойменному місті.

## Туризм
Туризм у Бутані досі значною мірою обмежений квотами на в'їзд іноземців і високими цінами на обслуговування туристів, встановленими урядом. Іноземний турист, що прибуває до країни не з приватним візитом, повинен внести передоплату в розмірі 200 доларів (стандартний готель 3 зірки і група не менше 4-х осіб) на кожен день перебування. Поступово обмеження знімаються або послаблюються. Допускаються приватні візити строком до двох тижнів. У 2005 році Бутан відвідало близько 13 000 осіб.